# Ozzy & Drix
Ozzy & Drix (también llamada The Fantastic Voyage Adventures of Osmosis Jones & Drixenol, en inglés) es una serie animada de televisión estadounidense, desarrollada por Alan Burnett y Marc Hyman, la serie sirve como secuela de la película de 2001 Osmosis Jones.
La serie se estrenó el 14 de septiembre de 2002; el último episodio salió al aire el 5 de julio de 2004. A diferencia de la película original, Ozzy y Drix era totalmente animada y no contenía ninguna acción en vivo. Está protagonizada por Phil LaMarr como sustituto de Chris Rock como Osmosis Jones y Jeff Bennett como el sustituto de David Hyde Pierce como Drix.

## Sinopsis
Mientras perseguían a una peligrosa bacteria en la ciudad de Frank, Osmosis "Ozzy" Jones y su compañero el Agente Drixenol, "Drix", son succionados por un mosquito el cual los lleva al cuerpo de un adolescente llamado Hector Cruz, la bacteria que perseguían también fue succionada con ellos; junto con la fuerza inmunológica de Hector, logran detenerla. Ahora, reasignados a un nuevo cuerpo, Ozzy y Drix abren una oficina de detectives y dedican su tiempo a proteger a Hector de cualquier amenaza infecciosa.

## Actores de voz
- Phil LaMarr - Osmosis "Ozzy" Jones.
- Jeff Bennett - Drixenol "Drix".
- Tasia Valenza - Maria Amino.
- Alanna Ubach - Mayor Paul Spryman.
- Vivica A. Fox - Ellen Patella.
- Will Friedle - Hector Cruz (a.k.a. The City of Hector).
- Jim Cummings - Sheriff Glúteo, Ernesto Strepfinger.
- Kimberly Brooks - Christine.
- Jeffrey Tambor - The Mole.
- Tim Curry - Escarlatina, Nick O' Teen.
- Brad Garrett - Ernesto Strepfinger.
- Frank Welker - Protozilla, Mamá de Worm, Billy Bob Bile.
- Danny Bonaduce - Smirch.
- Henry Winkler - Sal Monela.
- Brian Posehn - Sylvian Fisher.
- Charlie Adler - General Malaise.
- Rob Paulsen - Stickety, Sheriff Maximus.
- Pat Fraley - La neumonía.
- Danny Cooksey - Shane.
- Susan Silo - Cryo.